# Арика
Ари́ка (исп. Arica) — город и морской порт в Чили, административный центр одноимённой коммуны провинции Арика и области Арика-и-Паринакота.
Территория — 4 799,4 км². Численность населения — 221 364 жителей (2017). Плотность населения — 46,12 чел./км².

## Расположение
Город расположен на берегу Тихого океана в 1660 км севернее столицы Чили города Сантьяго.
Город размещается в 19 км от так называемой Линии согласия (граница с Перу, где находится пограничный комплекс Чакальюта, самая активная пограничная застава страны), на границе пустыни Атакама.
Коммуна граничит:
- на севере — регион Такна (Перу)
- на востоке — коммуна Путре
- на юге — коммуна Камаронес
- на западе — Тихий океан

## История

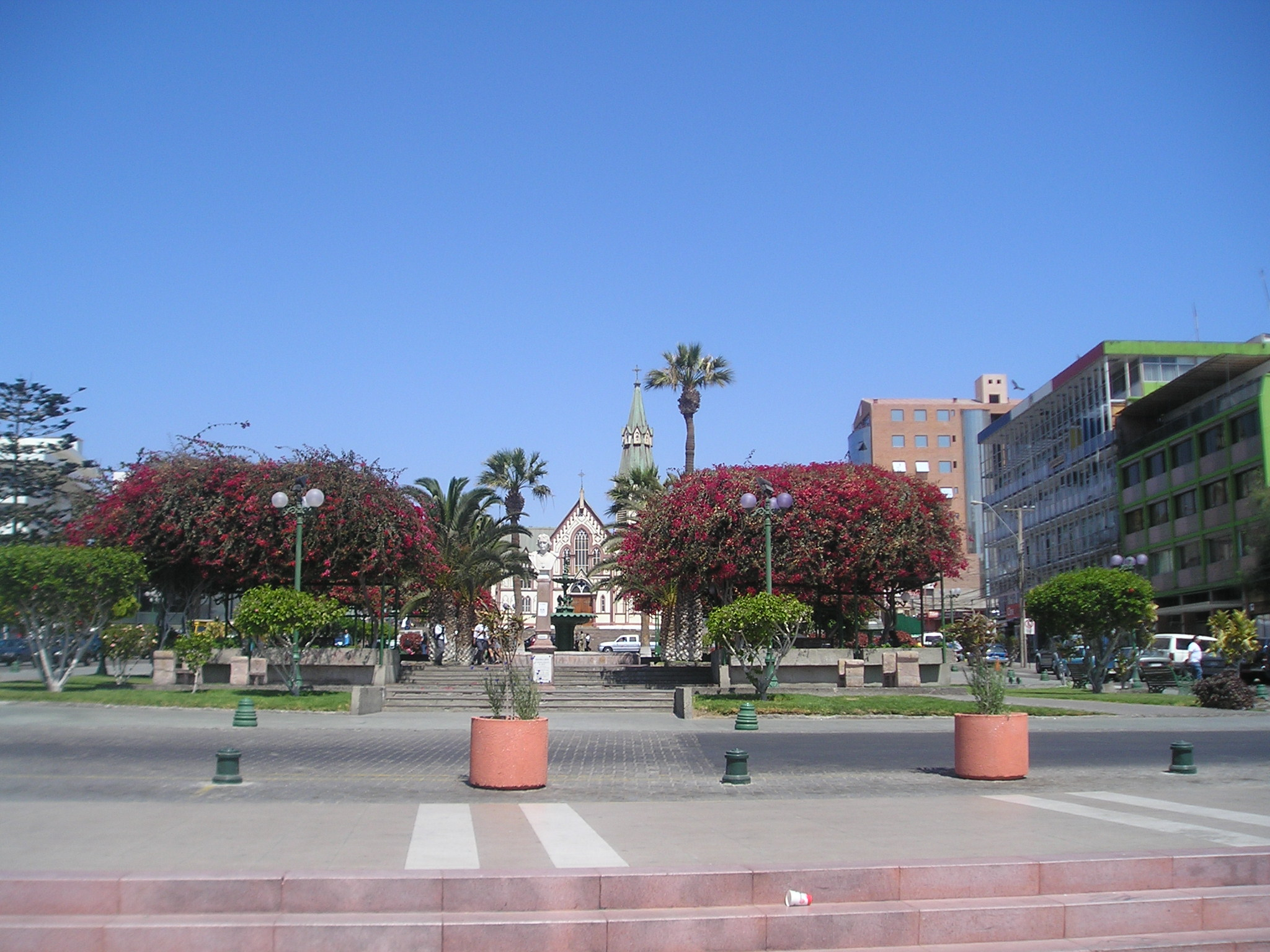
Площадь в Арике

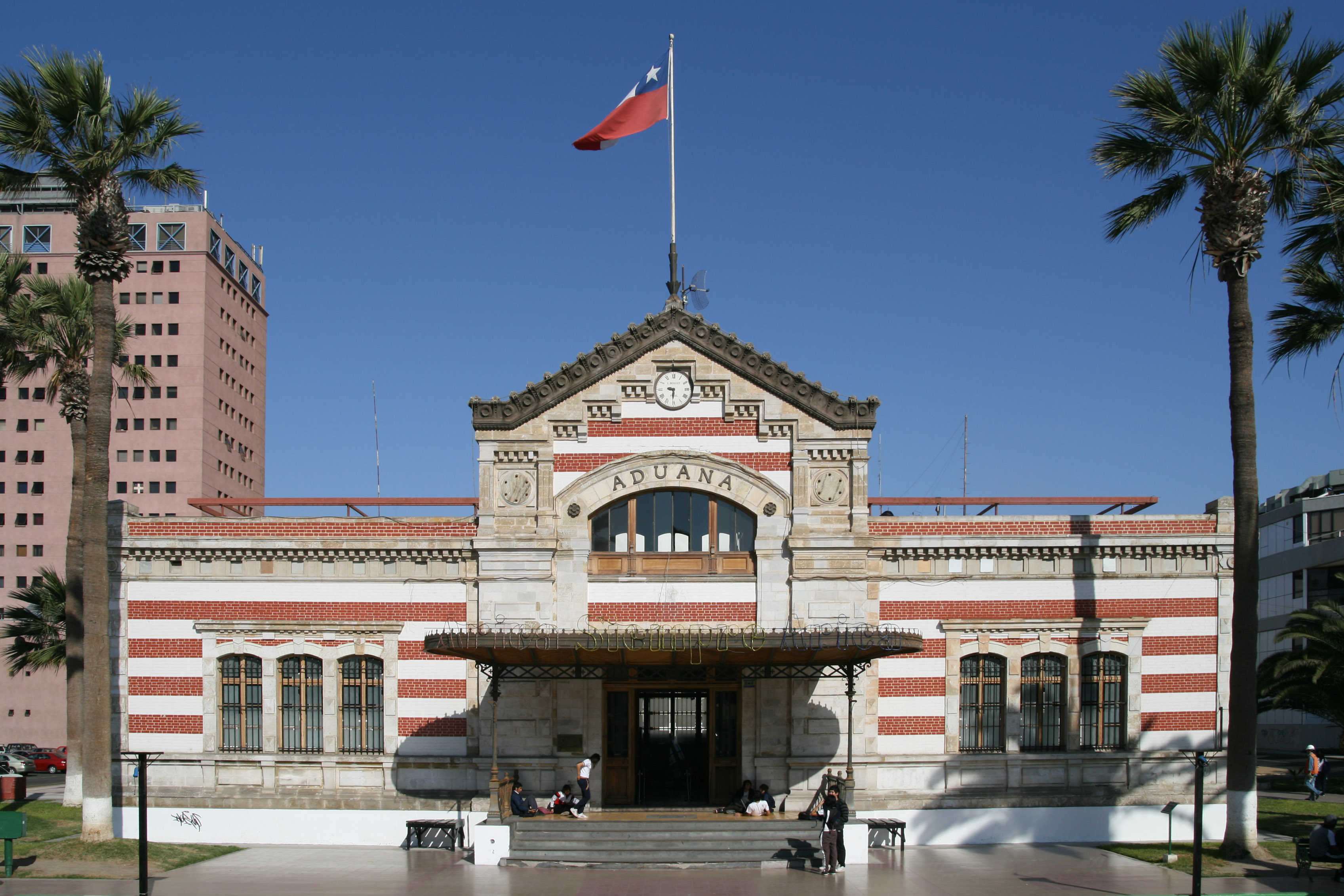
Адуана

Известен в Чили как «город Вечной Весны» и является северными воротами страны. Особенности расположения города обусловили его культурное разнообразие и богатую историю.
Территория, на которой находится Арика, была заселена более 10 000 лет назад. Она была занята различными народами, среди которых выделяют чинчорро (исп. Chinchorro), один из первых народов планеты, который применял сложную технику мумификации своих умерших сородичей.
Арика была занята испанцами в 1536 году и основана Лукасом Мартинесом де Бегасо как город, принадлежащий Испании в составе вице-королевства Перу 25 апреля 1541 г.
Развитие города шло медленно вплоть до 1545 году, когда местный житель Диего Уальпа открыл в Потоси самые большие и богатые месторождения серебра в Новом Свете. Это преобразовало периферийную местность в Перу в самый населённый город на континенте и в главный порт для вывоза серебра.
Благодаря вывозу серебра из Потоси, Испанская корона в 1570 году предоставила городу право называться «Прославленным королевским городом Сан-Маркос де Арика», изобразив на его гербе холм Потоси.
При публикации в Голландии в 1612 году ста карт Земли Арика появилась в одной из них, как самый южный из известных городов. Это сделало её известным портом среди пиратов, многие из которых посещали Арику.
С началом войн за независимость Арика превращается в один из главных центров борьбы за независимость Перу. Железная дорога была построена в Арике в 1855 году и соединила её с городом Такна. Это самая древняя железная дорога Америки, функционирующая до настоящего времени. В 1868 году город был практически разрушен землетрясением с магнитудой 8,5 и последующим цунами.
Город служил морским портом Перу до 1880 года, когда Чили захватило Арику в ходе Тихоокеанской войны. В этом конфликте, длившемся с 1879 до 1883, Чили боролись с Боливией и Перу за богатую нитратами область Атакаму. В результате войны Перу и Боливия уступили территорию Чили, после чего Боливия утратила выход к морю.
Этот город был местом морского и наземного сражения между чилийскими и перуанскими войсками (7 июня 1880), после которого город перешёл под чилийскую юрисдикцию на десять лет. После этого вопрос о его статусе должен был решаться путём плебисцита. Чили удерживала эту территорию до 1929 года, когда при вмешательстве США больной вопрос был, наконец, решён таким образом, что Арика отошла к Чили, а Такна — к Перу.
В 1962 году город принимал игры чемпионата мира по футболу.

## Климат
В связи с близостью к пустыне, климат в Арике — один из самых сухих на земле. Дождь выпадает один раз в несколько десятков лет (0,5 мм осадков в год).
| Показатель                                               | Янв. | Фев. | Март | Апр. | Май  | Июнь | Июль | Авг. | Сен. | Окт. | Нояб. | Дек. | Год  |
| -------------------------------------------------------- | ---- | ---- | ---- | ---- | ---- | ---- | ---- | ---- | ---- | ---- | ----- | ---- | ---- |
| Абсолютный максимум, °C                                  | 30,7 | 31,2 | 30,8 | 32,4 | 32,1 | 26,2 | 27,0 | 33,0 | 23,0 | 26,2 | 28,0  | 28,8 | 33,0 |
| Средний суточный максимум, °C                            | 25,8 | 26,2 | 25,6 | 23,6 | 21,4 | 19,4 | 18,3 | 18,3 | 19,0 | 20,4 | 22,2  | 24,1 | 22,0 |
| Средняя температура, °C                                  | 22,7 | 23,0 | 22,1 | 20,2 | 18,3 | 17,0 | 16,1 | 16,1 | 16,7 | 17,8 | 19,4  | 21,1 | 19,2 |
| Средний суточный минимум, °C                             | 19,8 | 19,8 | 18,9 | 17,1 | 15,5 | 14,8 | 14,3 | 14,5 | 15,0 | 15,8 | 16,9  | 18,2 | 16,7 |
| Абсолютный минимум, °C                                   | 6,0  | 13,6 | 10,6 | 7,8  | 5,0  | 5,4  | 6,4  | 7,6  | 8,3  | 5,0  | 5,0   | 7,0  | 5,0  |
| Норма осадков, мм                                        | 0    | 0    | 0    | 0    | 0    | 0,1  | 0    | 0,2  | 0    | 0    | 0,2   | 0    | 0,5  |
| Температура воды, °C                                     | 24   | 24   | 23   | 22   | 20   | 19   | 18   | 17   | 17   | 19   | 20    | 22   | 20   |
| Источник: Estadistica Climatologica, World Climate Guide |      |      |      |      |      |      |      |      |      |      |       |      |      |

## Достопримечательности

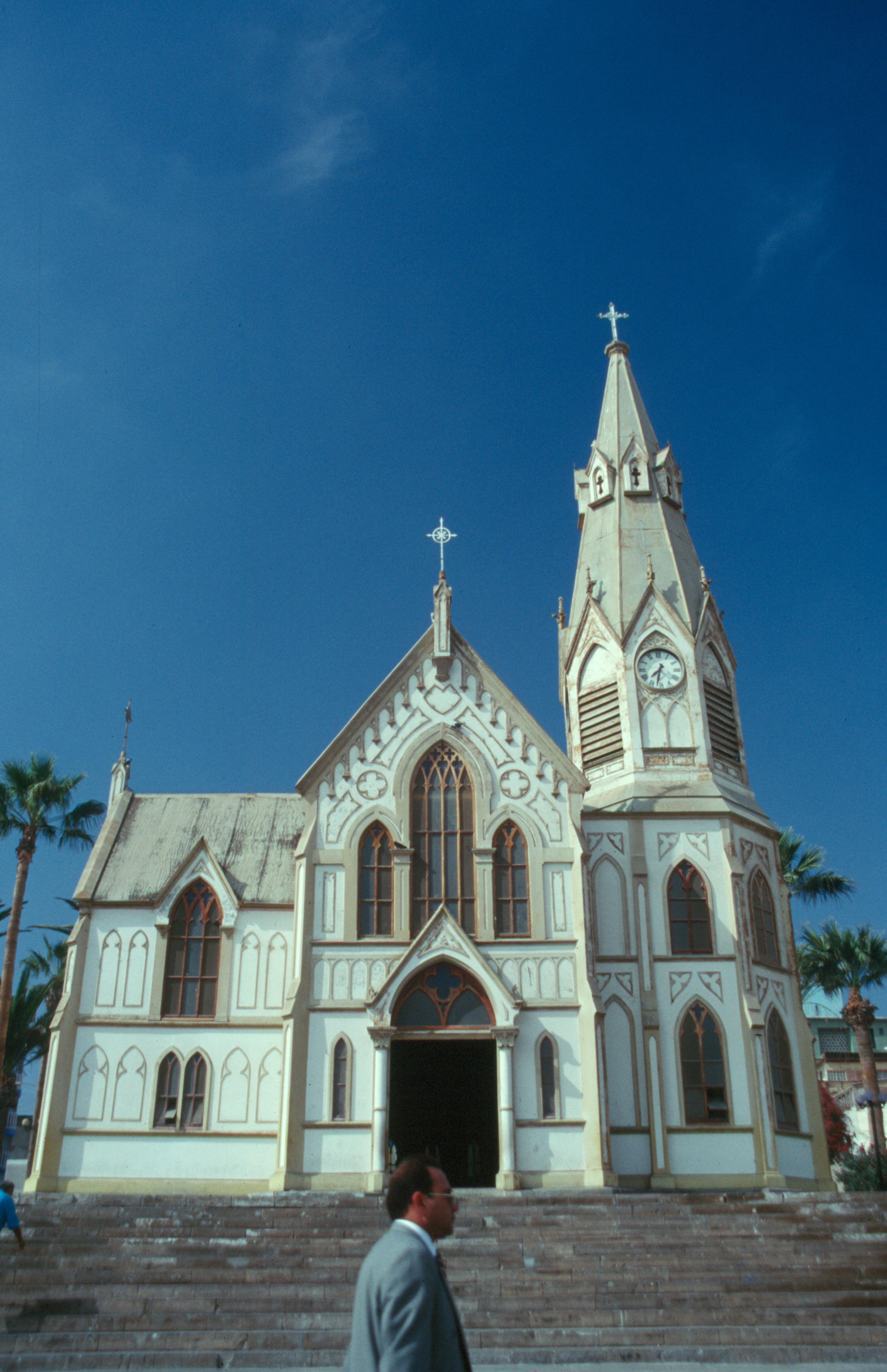
Собор Сан-Маркос-Арика

Собор Сан-Маркос-Арика (исп. San Marcos Arica). Одной из главных достопримечательностей Арики является железобетонная церковь Сан-Маркос. Строительство собора было поручено президентом Перу Хосе Бальта мастерской француза Густава Эйфеля. Он был торжественно открыт в городе в 1876 году. Собор был признан историческим Национальным Памятником в 1984 году. Это полностью металлическая постройка, исключая её две двери из древесины.
Музей Мар-де-Арика — выставочный зал, который представляет более 700 видов улиток из различных частей Чили и мира, а также аквариум, в котором возможно наблюдать маленькую морскую экосистему.
Стадион Карлос Диттборн (исп. Estadio Carlos Dittborn) — общеспортивный стадион в Арике. Он в настоящее время используется главным образом для футбольных матчей. Вместимость стадиона составляет 17 786 человек. Стадион был построен в 1962 году как место встречи для Чемпионата мира по футболу 1962 года, который приняла Чили. Его назвали в честь Карлоса Диттборна (Carlos Dittborn), президента чилийского Организационного Комитета по проведению чемпионата мира, который умер за месяц до его начала.
Дом Культуры (исп. Casa de la Cultura): Его строительство было поручено президентом Перу Хосе Бальта в 1874 году мастерской француза Густава Эйфеля. Был назван как «Таможня Арика». Он пережил много природных бедствий (землетрясения и цунами). В 1977 году он был признан Национальным Историческим Памятником и переименован в «Дом Культуры».
Музей Сан-Мигель-де-Асапа — музей, который охраняет один из самых важных родовых наборов относительных археологии и антропологии Чили, доказывая культурное развитие больше 10 000 лет истории.

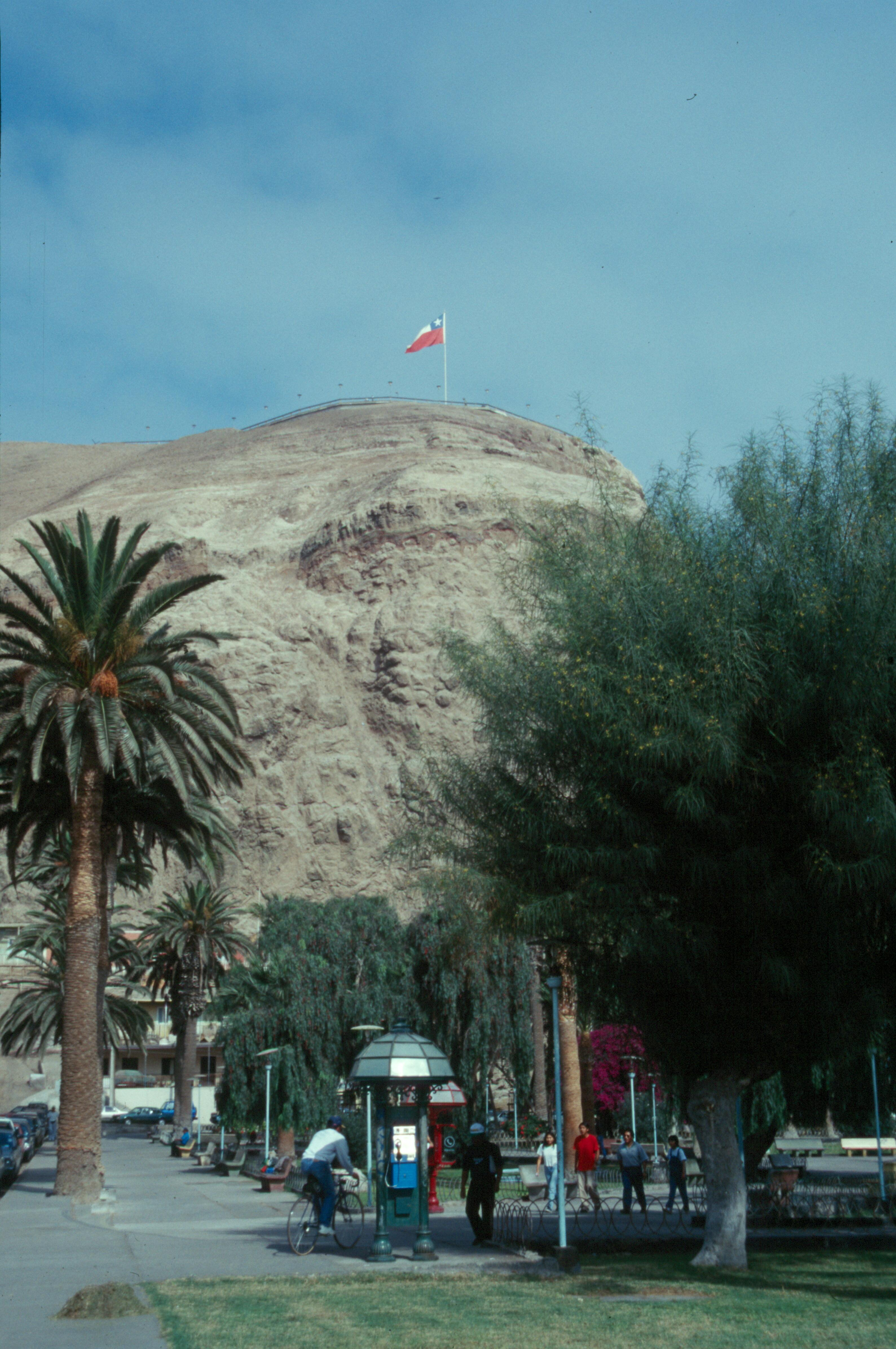
Морро-де-Арика

Холм Морро-де-Арика (исп. Morro de Arica): Он имеет высоту приблизительно 130 м. Включает площадь и наблюдательный пункт. На его вершине находится Исторический Музей и Музей Оружия времён Тихоокеанской войны, а также древние траншеи перуанской эпохи и Cristo de la Paz, памятник, установленный в 1999 году с гербами Перу и Чили, и символизирующий мир между этими двумя странами. Холм — самая важная туристическая достопримечательность города и он был признан Историческим Национальным Памятником в 1971 году.
Казино Арика — второе из самых старых в стране, основано в 1960 году. Оно располагает тремя ресторанами, тремя барами и Центром Событий, игровыми автоматами и 16 столами для игры.
Пляжи Арика — более 20 километров пляжей.
Другие достопримечательности:
- Здесь формируются туристические группы, с которыми можно посетить Касири-Мачо (Casiri Macho) — одно из самых высокогорных озёр в мире, с высотой зеркала 4860 м над уровнем моря.
- Самый большой знак «Кока-Колы» расположен в чилийском городе Арика. Он установлен на вершине холма. Ширина знака — 122 метра, высота — 40 метров. Он составлен из 70 тысяч бутылочек от «Кока-Колы».

## Экономика
Пищевая, химическая промышленность. Автовелосборка. Рыболовство. Экспорт цитрусовых, меди, серебра и олова.
Возле города расположена долина Асапа, оазис, где выращиваются овощи и оливки. Город пережил большой подъем во времена добычи селитры. В дальнейшем чилийское правительство подтолкнуло городское развитие созданием открытой экономической зоны в Арике (1953).

## Демография
Согласно сведениям, собранным в ходе переписи 2017 г Национальным институтом статистики (INE), население коммуны составляет:
| Полное население                            | Полное население                            | Полное население                            | Полное население                            | Полное население                            | 221 364 |
| ------------------------------------------- | ------------------------------------------- | ------------------------------------------- | ------------------------------------------- | ------------------------------------------- | ------- |
| в том числе:                                | Городское население                         | 205 079                                     | Процент городского населения, %             | 92,6                                        |         |
|                                             | Сельское население                          | 16 285                                      | Процент сельского населения, %              | 7,4                                         |         |
|                                             | Мужское население                           | 109 389                                     | Процент мужского населения, %               | 49,4                                        |         |
|                                             | Женское население                           | 111 975                                     | Процент женского населения, %               | 50,6                                        |         |
| Плотность населения, чел/км²                | Плотность населения, чел/км²                | Плотность населения, чел/км²                | Плотность населения, чел/км²                | Плотность населения, чел/км²                | 46,12   |
| Население провинции в % к населению области | Население провинции в % к населению области | Население провинции в % к населению области | Население провинции в % к населению области | Население провинции в % к населению области | 97,92   |

| Динамика изменения населения коммуны | Динамика изменения населения коммуны | Динамика изменения населения коммуны | Динамика изменения населения коммуны |
| ------------------------------------ | ------------------------------------ | ------------------------------------ | ------------------------------------ |
| 1992                                 | 2002                                 | 2012                                 | 2017                                 |
| 169456                               | 185268▲                              | 210936▲                              | 221364▲                              |

Кроме традиционных для других регионов Чили таких групп населения, как метисы и европейцы, в Арике проживают чилийцы африканского и азиатского происхождения, а также не смешавшиеся индейцы аймара.

## Транспорт
Транспортный центр севера Чили, а также Боливии и смежной области Такна в Перу. Через Арику проходит Панамериканское шоссе.

### Международный аэропорт Чакальюта
Код — (IATA: ARI, ICAO: SCAR)

Высота ВПП над уровнем моря — 61 метр

Длина ВПП — 2170 метров

Покрытие ВПП — асфальт

#### Авиакомпании и направления
- LAN Airlines (Икике, Сантьяго)
- Sky Airline (Икике)

## Важнейшие населенные пункты[5]
| №  | Населённый пункт      | Населённый пункт (исп.) | Категория | Население чел. (2017) | На карте                        |
| -- | --------------------- | ----------------------- | --------- | --------------------- | ------------------------------- |
| 1  | Арика                 | Arica                   | город     | 202 131               | 18°28′27″ ю. ш. 70°17′45″ з. д. |
| 2  | Сан-Мигель            | San Miguel              | поселок   | 1 001                 | 18°31′02″ ю. ш. 70°10′36″ з. д. |
| 3  | Вилья-Фронтера        | Villa Frontera          | село      | 870                   | 18°23′51″ ю. ш. 70°18′47″ з. д. |
| 4  | Валье-Эрмосо          | Valle Hermoso           | село      | 519                   | 18°23′52″ ю. ш. 70°16′00″ з. д. |
| 5  | Ача                   | Acha                    | село      | 387                   | 18°34′23″ ю. ш. 70°14′42″ з. д. |
| 6  | Санта-Роса            | Santa Rosa              | село      | 313                   | 18°27′15″ ю. ш. 70°04′17″ з. д. |
| 7  | Сан-Франсиско-де-Асис | San Francisco de Asís   | деревня   | 273                   | 18°31′28″ ю. ш. 70°10′22″ з. д. |
| 8  | Дьесиочо-де-Сетембре  | Dieciocho de Septiembre | поселение | 245                   | 18°34′48″ ю. ш. 70°01′15″ з. д. |
| 9  | Вилья-Примавера       | Villa Primavera         | деревня   | 166                   | 18°32′06″ ю. ш. 70°12′27″ з. д. |
| 10 | Эль-Морро             | El Morro                | деревня   | 139                   | 18°24′56″ ю. ш. 70°13′39″ з. д. |

## Города-побратимы
- Кочабамба, Боливия
- Ла-Пас, Боливия
- Санта-Крус-де-ла-Сьерра, Боливия
- Куяба, Бразилия
- Брессюир, Франция
- Эйлат, Израиль
- Taiohae, Французская Полинезия
- Монтеррей, Мексика
- Путла-Вилья-де-Герреро, Мексика
- Арекипа, Перу
- Мокегуа, Перу
- Такна, Перу
- Артигас, Уругвай
- Монтевидео, Уругвай